# 東寺方
東寺方（ひがしてらがた）は、東京都多摩市の地名・大字。現行行政地名は東寺方一丁目及び東寺方三丁目と東寺方（大字）であり、二丁目は存在しない。郵便番号は206-0003。
正式な読みは「ひがしてらがた」と濁るが、多摩市立東寺方小学校や東寺方橋などは「ひがしてらかた」としており、濁らない。

## 地理

### 隣接地区
- 和田
- 一ノ宮
- 百草
- 関戸
- 落川
- 桜ケ丘

## 歴史
古くは寺方村と言ったが、同じ南多摩郡内で西寺方村（現八王子市西寺方町）と区別するために「東」を付けた。

## 世帯数と人口
2018年（平成30年）1月1日現在の世帯数と人口は以下の通りである。
| 大字・丁目   | 世帯数    | 人口    |
| ------------ | --------- | ------- |
| 東寺方       | 802世帯   | 1,666人 |
| 東寺方一丁目 | 509世帯   | 1,065人 |
| 東寺方三丁目 | 211世帯   | 386人   |
| 計           | 1,522世帯 | 3,117人 |

## 小・中学校の学区
市立小・中学校に通う場合、学区は以下の通りとなる。
| 大字・丁目   | 番地                      | 小学校                 | 中学校               |
| ------------ | ------------------------- | ---------------------- | -------------------- |
| 東寺方       | 580～680番地 692～701番地 | 多摩市立多摩第二小学校 | 多摩市立和田中学校   |
| 東寺方       | その他                    | 多摩市立東寺方小学校   | 多摩市立和田中学校   |
| 東寺方一丁目 | 全域                      | 多摩市立東寺方小学校   | 多摩市立多摩中学校   |
| 東寺方三丁目 | 全域                      | 多摩市立愛和小学校     | 多摩市立東愛宕中学校 |

## 施設
- 多摩市立総合体育館
- 多摩市立東寺方図書館
- 多摩市立東寺方小学校
- 観音堂
- 観蔵院
- 老人福祉館
- スポーツセンター
- サミットストア
- コルモピア
- サンドラッグ
- ケーズデンキ